# زناميانكا
زناميانكا (Знамьянка) هي مدينة في مقاطعة كيروفوهرادسكا في أوكرانيا.
يبلغ عدد سكانها حوالي 26334 نسمة.

## أعلام
- أولكسندر سافونوف